# Кравчук, Анатолий Андреевич
Анато́лий Андре́евич Кравчу́к (8 мая 1934, Зиновьевск — 2000) — украинский советский актёр, театральный режиссёр

, Заслуженный артист Литовской ССР (1963), Народный артист УССР (1975).

## Биография
В 1957 году окончил Киевский институт театрального искусства имени И. К. Карпенко-Карого.
Работал в театрах Украины — Каменца-Подольского, Хмельницкого, Одессы, Киева, Львова.
1960 — работает в театре Краснознаменного Балтийского Флота (г. Лиепая) — актером и режиссёром.
1963 — получил звание «Заслуженный артист Литовской ССР». В 1964—1980 гг. — актёр и режиссёр Львовского русского драматического театра Советской Армии ПрикВО.
В 1975 году присвоено звание народного артиста Украинской ССР, и он стал лауреатом Медали им. А. Д. Попова.
В 1980—1985 годах — главный режиссёр Львовского украинского драматического театра им. М. Заньковецкой, с 1985 — режиссёр и актёр Львовского русского драматического театра Советской Армии.
В 1985—2000 гг. — актёр и режиссёр, а также на протяжении нескольких лет художественный руководитель и главный режиссёр Львовского русского драматического театра Советской Армии ПрикВО, был инициатором перехода театра на украинский язык (теперь Львовский муниципальный театр им. Л. Украинки)
За годы творческой деятельности поставил много спектаклей, сыграл более 200 ролей в театре, кино и телевидении.
Среди поставленных им спектаклей:
- «Сон князя Святослава» И. Франко — 1981,
- «Дача Сталина» В. Губаренко — 1987,
- «Любовь и трагедия Сары Бернар» Дж. Маррелла — 1990,
- «Анджело — тиран Падуанский» В. Гюго — 1991,
- «Между двух сил» В. Винниченко — 1991.

Похоронен на Яновском кладбище во Львове.